# Play (film, 2019)
Pour les articles homonymes, voir Play.
Pour plus de détails, voir Fiche technique et Distribution.
Play est un film franco-belge réalisé par Anthony Marciano, sorti en 2019.

## Synopsis
En 1993, Max, âgé de 13 ans, reçoit de ses parents un cadeau qui ne va plus le quitter : un caméscope. Dès lors, il va filmer toutes ses aventures (soirées entre amis, fête de la musique, finale de la Coupe du monde de football 1998, le passage à l'an 2000…) mais également les coups durs (divorce, décès, tempête de 1999…). Vingt-cinq ans plus tard, Max va monter le « film de sa vie » et ainsi revoir tous les grands moments de son existence.

## Fiche technique
- Titre original : Play

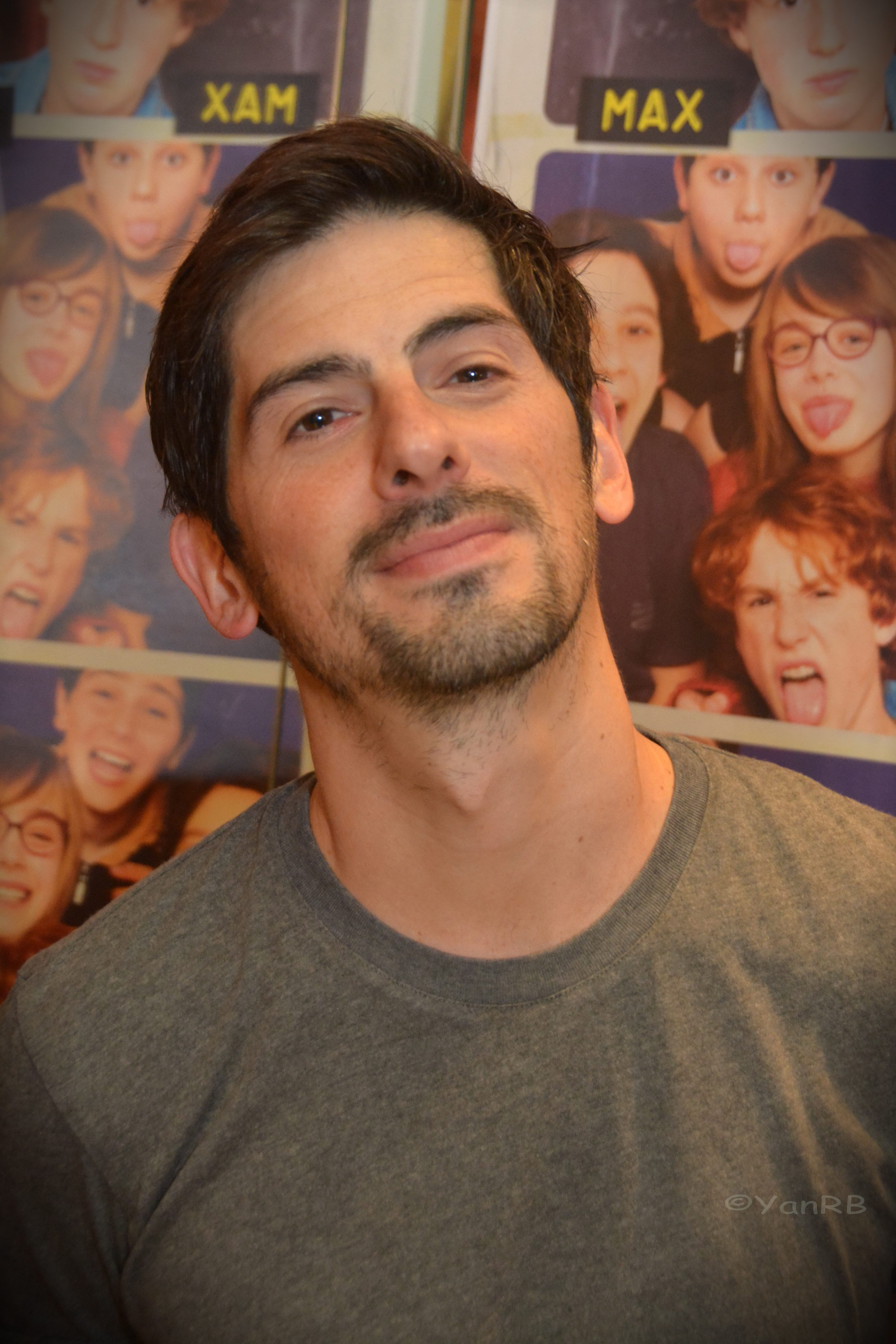
Anthony Marciano à côté de l'affiche du film.

- Titre québécois : Play, le film de notre vie
- Réalisation : Anthony Marciano
- Scénario : Anthony Marciano et Max Boublil
- Photographie : Jean-Paul Agostini
- Décors : Sidney Dubois
- Son : Pascal Armant
- Montage : Samuel Danési
- Musique : Raphaël Hamburger
- Costumes : Caroline Spieth
- Production : Dimitri Rassam, Benjamin Elalouf
- Sociétés de production : Chapter 2, Nexus Factory et Umedia ; coproduit par Moonshaker, Chez Wam, Mars Films et France 2 Cinéma ; en association avec la SOFICA Manon 9
- Sociétés de distribution : Mars Distribution (France), puis Gaumont
- Budget : 6 millions d'euros[1]
- Pays de production :  France,  Belgique
- Langue originale : français
- Format : couleur
- Genre : comédie, found footage
- Durée : 108 minutes
- Dates de sortie :
  - France : 21 août 2019 (festival 6néma à Évreux)[2],[3],[4] ; 1er janvier 2020 (sortie nationale)
  - Québec : 14 février 2020[5]

## Distribution
- Max Boublil : Max Ifergan
- Alice Isaaz : Emma Valero
- Malik Zidi : Mathias
- Arthur Périer : Arnaud
- Noémie Lvovsky : la mère de Max
- Alain Chabat : le père de Max
- Camille Lou : Fanny
- Thomas VDB : Jean-Phi
- Juliet Lemonnier : Céline, la sœur de Max
- Alexandre Desrousseaux : Max (16–20 ans)
- Gabriel Caballero : Mathias (16–20 ans)
- Gabriel Brunet : Arnaud (16–20 ans)
- Mathias Barthélémy : Max (13–15 ans)
- Camille Richeux : Emma (13–15 ans)
- Jules Porier : Mathias (13–15 ans)
- Thomas Aprahamian : Arnaud (13–15 ans)
- Marie Narbonne : Olivia (13–15 ans)
- Frédéric et Marc Pradel : un duo jouant Wonderwall lors de la fête de la musique[6]

## Production

### Genèse et développement
Anthony Marciano et Max Boublil travaillent de nouveau ensemble ce scénario après leurs précédentes collaborations : Les Gamins (2013) et Robin des bois, la véritable histoire (2015). L'idée de départ vient du réalisateur, grand nostalgique né en 1979, qui a souhaité revenir sur sa jeunesse :

« Quand j'avais un amour de vacances, je lui écrivais des lettres et guettais le facteur en retour. J'attendais que le téléphone sonne et que ma mère décroche le combiné avant de me le passer. Sans dire que c'était mieux avant, c'est quelque chose de sentimental qui m'a donné envie de revivre ces moments et de me remettre dans l'état dans lequel j'étais à cet âge-là. Je ne voulais pas mettre en scène cette époque révolue mais la revivre ! Et la seule façon d'y arriver, c'était de fabriquer des faux rushes. J'ai eu la chance que mes producteurs aiment cette idée et m'encouragent à me lancer. »

— Anthony Marciano, réalisateur et coscénariste
Le format spécifique du projet oblige par ailleurs les scénaristes à bien réfléchir à la raison d'être de chaque scène, comme l'explique Anthony Marciano : « [Cela] nous obligeait à nous poser toujours les mêmes questions : “Quelle raison valable a poussé  quelqu'un à allumer la caméra cette fois-là ?”, “Qui filme ?”, “Comment le sait-on ?”. On n'allume jamais un caméscope pour filmer un dialogue ; les gens regardent aussi souvent la caméra. »
Pour les évènements historiques évoqués dans le film, les scénaristes ont répertorié tous les évènements marquants des décennies traversées par l'intrigue. Certains seront intégrés au scénario mais finalement coupés au montage ; les attentats du 11 septembre 2001 et ceux du 13 novembre 2015, car selon Anthony Marciano « Leurs répercussions alourdissaient trop le propos et c'était difficile, après de tels chocs, de passer à une séquence plus légère. »

### Attribution des rôles
Initialement, Anthony Marciano souhaite engager des acteurs inconnus « pour rendre le propos plus crédible ». Finalement, son ami Max Boublil rejoint le projet dans le rôle principal. Alice Isaaz est également engagée ; Anthony Marciano déclare à propos de l'actrice qu'elle a « cette particularité de faire très jeune, ce qui m'arrangeait pour la faire traverser les époques ».
Un long travail de recherche d'acteurs a été nécessaire pour trouver de jeunes comédiens ressemblant aux acteurs adultes. Avant même que le scénario soit achevé, le réalisateur Anthony Marciano demande à ses producteurs de réunir une directrice de casting et son chef opérateur pour des essais caméras. Cette longue étape s'étalera sur 9 mois. Anthony Marciano déclare avoir visionné près de 3 000 essais filmés d'acteurs et d'actrices.

### Tournage
Le tournage a principalement lieu à Paris (Place de l'Hôtel-de-Ville - Esplanade de la Libération, la rue Chappe, le parc des Buttes-Chaumont…).
Les prises de vues sont réalisées avec des caméscopes, un iPhone (pour les scènes postérieures à 2007) et des caméras professionnelles. Si certaines séquences sont enregistrées sur Hi-8 puis numérisées, la plupart des images sont en réalité filmées avec des caméras numériques puis transférées sur des bandes analogiques pour donner un aspect vintage.

## Musique
De par son intrigue étalée sur plusieurs décennies, le film contient de nombreuses chansons des années 1990 à 2010. Les droits pour avoir ces chansons reviennent à 1 million d'euros, soit 1⁄6 du budget global du film.

### Liste des chansons présentes dans le film
- What's My Age Again? - Blink-182
- What Is Love - Haddaway (reprise par les personnages du film)
- Two Princes - Spin Doctors
- Virtual Insanity - Jamiroquai
- Out of the shadows - James Hannigan
- Party All Night - Phoebe Markowitz Ogan, Jayson Sanchez, Don Walls, Phillip Andrew Cox
- La Bohème - Charles Aznavour
- You Are My High - Demon
- Say It Ain't So - Weezer
- The Swank Bank - Phoebe Markowitz Ogan, Jayson Sanchez, Don Walls, Phillip Andrew Cox
- Fields of Joy - Lenny Kravitz
- So Good - Lee Richardson
- La Fièvre - NTM
- Future Revolution - Paul Fletcher Reel
- Fuzz Factor - Richard Charnock
- I've Got a Little Something for You - MN8
- Wait and Bleed - Slipknot
- American Boy - Estelle & Kanye West
- Wonderwall - Oasis (reprise par divers artistes lors de la fête de la musique)
- Heart of Courage - Two Steps from Hell
- Down on Me - Jeremih feat. 50 Cent
- House Bounce - Martin Felix Kaczmarski
- Crazy - Gnarls Barkley
- Hey There Delilah - Plain White T's
- Outro - M83
- Party Elite - James Cocozza, Lee Richardson, Tom Ford & Jon Murrill
- Where Is My Mind? - Pixies
- Cool Rain - John Altman
- Sunday Shining - Finley Quaye
- Whith Love - Bubblespray
- Lucky Star - Superfunk feat. Ron Carroll
- Ironic - Alanis Morissette
- Générique de T'choupi à l'école - Lisa Mouchel
- Pour l'amour d'un garçon - Hélène Rollès[réf. nécessaire]

## Accueil

### Accueil critique
En France, le film obtient globalement des critiques positives et enregistre une note moyenne de 3,9⁄5 sur le site AlloCiné, qui recense vingt titres de presse. 
Caroline Vié de 20 Minutes écrit notamment : « Cette comédie toute en tendresse mérite le déplacement tant ces copains donnent l’impression d’inclure le spectateur dans leurs rangs. » Pour CinémaTeaser, il s'agit d'une « vraie bonne comédie générationnelle ». Éric Mandel du Journal du dimanche écrit quant à lui : « Outre son scénario et son audace technique, la réussite de Play doit beaucoup à son casting. » Pour Catherine Balle du Parisien, c'est « un long-métrage nostalgique, simple, drôle et bouleversant ». Christophe Carrière de L'Express écrit notamment : « Du décorum aux événements, du quotidien aux disparitions inéluctables, Play creuse, l'air de rien, les émotions, les joies et les drames qui jalonnent le parcours de tout un chacun. Sur une bande-son ad hoc et avec des comédiens épatants puisqu'on y croit - tant et si bien qu'à la fin, on essuie une larme. » Dans Télérama, Guillemette Odicino écrit quant à elle : « en résulte le « faux film », drôle et acidulé, d'une vie, et surtout une chronique des années 90 d’une grande justesse, où chaque image mal cadrée, chaque nuit avinée, le moindre poster dans une chambre ou délire entre potes semble sorti de nos propres souvenirs ».
GQ a beaucoup aimé le film : « Avec Play, Anthony Marciano raconte l'âge ingrat d'un jeune homme amoureux (Max Boublil) dans les années 1990 au travers de ce qu'il filme avec son caméscope adoré. Un dispositif audacieux et contraignant, qui fonctionne parfaitement. »
Première est du même avis et trouve le film très divertissant : « Une jolie comédie-concept avec Max Boublil dans son éternel rôle d'adulescent comico-dépressif mais davantage porté sur l'émotion. »

### Box-office
Pour son premier jour d'exploitation en France, le film enregistre 19 161 entrées, moins bien que les démarrages des précédentes réalisations d'Anthony Marciano : Les Gamins (2013, 59 624 entrées) et Robin des bois, la véritable histoire (2015, 33 754 entrées).
Après 7 jours en salles, il cumule 134 348 entrées. La deuxième semaine d'exploitation se termine avec une chute des entrées de 49,7 %, 67 568 spectateurs sont comptabilisés ; le film passe de justesse les 200 000 entrées.
Le film quitte les salles après 7 semaines d'exploitation. 253 345 entrées sont comptabilisées.
| Pays ou région | Box-office      | Date d'arrêt du box-office | Nombre de semaines |
| -------------- | --------------- | -------------------------- | ------------------ |
| France         | 253 345 entrées | 18 février 2020            | 7                  |
| Total mondial  | 1 899 658 $     | -                          | -                  |